# Cnemaspis bidongensis
Espèce
Cnemaspis bidongensis est une espèce de geckos de la famille des Gekkonidae.

## Répartition
Cette espèce est endémique de Pulau Bidong au Terengganu en Malaisie péninsulaire.

## Étymologie
Son nom d'espèce, composé de bidong et du suffixe latin -ensis, « qui vit dans, qui habite », lui a été donné en référence au lieu de sa découverte, Pulau Bidong.

## Publication originale
- Grismer, Wood, Ahmad, Sumarli, Vazquez, Ismail, Nance, Mohd-Amin, Othman, Rizaijessika, Kuss, Murdoch & Cobos, 2014 : A new species of insular Rock Gecko (Genus Cnemaspis Strauch, 1887) from the Bidong Archipelago, Terengganu, Peninsular Malaysia. Zootaxa, no 3755 (5), p. 447–456.